# لعميرين حوض الشكاوي (أولاد عفيف)
لعميرين حوض الشكاوي هو دُوَّار يقع بجماعة أولاد عفيف، إقليم سطات، جهة الدار البيضاء سطات في المملكة المغربية. ينتمي الدوّار لمشيخة أولاد عفيف التي تضم 26 دوار. يقدر عدد سكانه بـ 533 نسمة حسب الإحصاء الرسمي للسكان والسكنى لسنة 2004.

## روابط خارجية
- البوابة الوطنية للجماعات الترابية نسخة محفوظة 12 مارس 2018 على موقع واي باك مشين.
- المندوبية السامية للتخطيط